# 建昌镇 (南城县)
建昌镇，是中华人民共和国江西省抚州市南城县下辖的一个乡镇级行政单位。

## 行政区划
建昌镇下辖以下地区：
建国路社区、体育路社区、拥护路社区、胜利路社区、解放路社区、交通路社区、生产路社区、城东路社区、临江路社区、跃进路社区、北门外路社区、凤凰路社区、城西路社区、光塔村、新桥村、黄家围村、骆坪村、秋水园村、姚家巷村、庙前村、义仓上村、花楼下村、邱坊村、宋家排村、五里庄村、万年村、杨龙湾村、饶家边村、麻姑山村和麻源村。